# 로라 버트럼
로라 버트럼(Laura Bertram, 1978년 9월 5일 ~ )은 캐나다의 배우이다.

## 출연 작품
- 랜덤 액츠 오브 로맨스 (2012)
- 더 컬트 (2010)
- 더 굿 위치스 기프트 (2010)
- 톡식 스카이 (2008)
- 컨트롤 알트 딜리트 (2008)
- 롭슨 암스 (2005)
- 안드로메다 (2000)
- 시즌 오브 러브 (1999)
- 플래티넘 (1997)
- 더 보이즈 넥스트 도어 (1996)
- 나이트 오브 트위스터 (1996)
- 레디 오어 낫 (1993)